# San Bernardino da Siena tra due angeli
San Bernardino da Siena tra due angeli è un dipinto tempera su tela (385 × 220 cm) attribuito ad Andrea Mantegna e collaboratori, databile al 1460 circa e conservato nella Pinacoteca di Brera a Milano.

## Storia
Il dipinto proviene dalla cappella funebre del marchese Ludovico Gonzaga, dedicata a san Bernardino e situata nella chiesa di San Francesco a Mantova. Dopo le soppressioni pervenne in galleria, nel 1811.

## Descrizione e stile
La figura del Santo è centrale: tiene in mano il trigramma di Cristo e i suoi piedi poggiano su un basamento coperto da un tappeto orientale. Ai lati, stanno due angeli, mentre al di sopra dell'architrave sono seduti e inginocchiati quattro cherubini. 
Sull'architrave è incisa la scritta in latino Huius lingua salus hominum, ovvero "La sua parola è salvezza degli uomini".
L'arco è decorato con festoni di fiori e frutta, elemento tipico dei dipinti padovani di Mantegna, influenzati da Francesco Squarcione.
Il basamento reca un cartiglio con una data, letta da alcuni come 1460, come anche 1468 o 1469.
Generalmente il dipinto è attribuito ai collaboratori dell'artista, anche se il critico Giuseppe Fiocco è del parere che sia di Mantegna stesso: Roberto Longhi ed Ettore Camesasca ritengono invece che l'ideazione sia da ascrivere all'artista, mentre l'esecuzione agli aiuti. Secondo il catalogo della galleria spetta a Mantegna la progettazione complessiva e la stesura della parte centrale, mentre quella superiore spetta a un collaboratore.